# Tyge Abildgaard
Tyge Abildgaard var drots hos hertig Valdemar av Sønderjylland och hölls 1285–1286 tillsammans med honom fången på Søborg Slot på Själland. Det var om ätten Abildgaard, denna  då mäktiga ätt, som drottning Margareta brukade säga, att hon skulle "skudde abilden" (skaka apeln).